# Juan Walker Martínez
Juan Ashley Walker Martínez (Vallenar, 25 de septiembre de 1847 - Santiago, 2 de marzo de 1921). Comerciante y político conservador chileno. Hijo de Alejandro Ashley Walker y Teresa Martínez Soria, hermana de Mercedes, madre de Carlos Walker Martínez y primo de este. Hermano de Joaquín Walker Martínez. Se casó con Ana Valdés Vergara y tuvieron once hijos, entre ellos, el parlamentario Andrés Walker Valdés.
Participó en la Guerra del Pacífico. Estuvo desterrado durante el gobierno del presidente José Manuel Balmaceda y participó en la revolución de 1891, del lado congresista.
Fue el tercer Alcalde de Viña del Mar (1888-1891). Durante su gestión de realizaron considerables avances en aquella naciente ciudad.[cita requerida] Se destacó también en la Municipalidad de Santiago como administrador del agua potable. 
Colaboró constantemente en la prensa de Santiago. Además de sus actividades políticas, durante su vida se dedicó también a las actividades comerciales y filantrópicas.
Elegido Diputado suplente por Putaendo (1885-1888). Se le impidió asumir el cargo y no fue a la reelección en 1888.